# Phare de Ceru Bentana
Le phare de Ceru Bentana ou phare Ricardo Winklar iest un phare actif situé au nord de la ville de Kralendijk (Bonaire), Territoire néerlandais d'outre-mer des Pays-Bas.
Il est géré par la Bonaire Port Authority à Kralendijk.

## Histoire
Ceru Bentana est une colline du nord-ouest de Bonaire à 20 km au nord-ouest de Kralendijk. Le phare, dont la date de mise en service n'est pas connue, a été reconstruit après avoir été lourdement endommagé par un incendie à la suite d'un coup de foudre en 1954.
En 1999, il a été renommé en l'honneur de Ricardo Winklar, le gardien qui a perdu la vie dans l'incendie. Le phare, situé sur un promontoire rocheux à l'est de Malmok, a été restauré et repeint en 2012. Le site est ouvert et la tour reste fermée. Il se trouve sur la zone du Washington Slagbaai National Park 
.

## Description
Ce phare est une tour quadrangulaire en maçonnerie de 3 étages à claire-voie, avec terrasse et lbalise de 10 m de haut, attachée à un petit bâtiment de service. Le phare est totalement blanc. Il émet, à une hauteur focale de 44 m, quatre éclats blancs de 0.7 seconde par période de 22 secondes. Sa portée est de 15 milles nautiques (environ 28 km).
Identifiant : ARLHS : NEA-002 - Amirauté : J6416 - NGA : 110-16056 .

## Caractéristique dufeu maritime
Fréquence : 22 secondes (W-W-W-W)
- Lumière : 0.7 seconde
- Obscurité : 2.7 secondes
- Lumière : 0.7 seconde
- Obscurité : 2.7 secondes
- Lumière : 0.7 seconde
- Obscurité : 2.7 secondes
- Lumière : 0.7 seconde
- Obscurité : 11.1 secondes

### Lien connexe
- Liste des phares du Territoire néerlandais d'outre-mer
- List of lighthouses in Bonaire (en)